# 海巴图拉·阿洪扎达
海巴图拉·阿洪扎达（1967年10月19日—），普什图人。现任阿富汗伊斯兰酋长国最高领导人（事实上的阿富汗国家元首，2021年起），塔利班第三代最高领导人（信士的長官，2016年起）。

## 生平

### 早年经历
阿洪扎达1967年出生于阿富汗南部坎大哈省努尔扎伊部落，“海巴图拉”在阿拉伯语中意为“真主的礼物”。他是一名宗教学者，并曾是塔利班前任领袖阿赫塔尔·曼苏尔的副手，在内部负责宗教与司法审判事務，曾在塔利班发动的“进军喀布尔”战役期间担任塔利班占领区地方法庭的法官。1996年塔利班攻陷喀布尔之后，阿洪扎达被任命为“阿富汗伊斯兰酋长国”伊斯蘭教法法庭首席法官，主导制定了塔利班政权的大部分教令。虽然阿洪扎达几乎从不出国，但他与奎达舒拉（塔利班的最高决策机构）一直保持着紧密联系。
阿洪扎達於2016年成為塔利班首領前，在巴基斯坦鄰近阿富汗邊境的庫什拉克一座清真寺傳教15年。阿洪扎达被认为是塔利班内部“鹰派”人物，并经常对外发布声明，为塔利班袭击阿富汗政府和驻阿外国部队的行动“正名”。

### 成为塔利班最高领导人
2016年5月21日，塔利班前最高领导人曼苏尔在美军发动的一次空袭行动中被炸身亡，四天后塔利班证实了曼苏尔的死讯，并宣布推举阿洪扎达为塔利班的新任最高领导人。塔利班在发给媒体记者的声明中称：“经过舒拉一致通过后，阿洪扎达被委任成为塔利班的新任最高领导人，所有成员都宣誓效忠于他。”塔利班的声明还说，“哈卡尼网络”组织领导人希拉杰丁·哈卡尼和塔利班创始人毛拉·穆罕默德·奥马尔之子穆罕默德·雅各布将担任阿洪扎达的副手。有分析认为，阿洪扎达在塔利班内部威望颇高，被委以重任没有引起争议，而且他来自塔利班根据地坎大哈，将令塔利班的成员感到高兴，被认为有能力促进塔利班内部的团结。
2021年8月，阿洪扎达领导的塔利班武装进入喀布尔并控制总统府。同月，阿洪扎达下令释放政治犯。9月7日，阿塔发言人穆贾希德在新闻发布会上表示，阿洪扎达将以“埃米尔”的身份领导国家。但自从2021年8月以来，作为塔利班最高领导人的阿洪扎达一直没有露面，外界认为他已身亡。10月，阿富汗塔利班發言人扎比烏拉·穆賈希德称，阿洪扎达仍健在。
2025年1月23日，國際刑事法院首席檢察官卡卡里姆·艾哈邁德·汗宣布對阿洪扎達及其首席法官阿卜杜勒·哈基姆·哈卡尼以反人類罪發出全球通緝令，指控其自2021年取得政權以來壓迫和迫害阿富汗婦女和女孩，剝奪其行動自由、身體控制、受教育與基本私人和家庭生活的權利，並對不服從和反對者以包括謀殺、監禁、酷刑、強姦和其他性暴力方式殘暴鎮壓。依羅馬規約其成員國有義務在嫌犯出現在其領土時進行拘捕並送審。

## 參閲
- 蘇丹·埃米爾·塔拉爾（Sultan Amir Tarar; Colonel Imam）

| 官衔                   | 官衔                            | 官衔 |
| ---------------------- | ------------------------------- | ---- |
| 前任： 阿赫塔尔·曼苏尔 | 阿富汗塔利班最高领导人 2016年－ | 現任 |